# Kök-Jar
 Kök-Jar (kirghize: Көк-Жар, russe: Кок-Джар) est un village du Sud-Ouest du district de Nookat, dans la province d'Och, au Kirghizistan. Il possède une population de 15,000 habitants.

## Personnalités célèbres
- Tchoton Baatyr (Чотон Баатыр) - tué
- Alimbek Datka ministre du Khanat de Kokand († 1862)
- son épouse Kurmanjan Datka (1811-1907)
- Mitalip Mamytov (Миталип Мамытов).